# SOLAR Records
S.O.L.A.R. Records (zkratka pro Sound of Los Angeles Records zvuk Los Angeles) bylo americké hudební vydavatelství založené v roce 1977 Dickem Griffeym.
Stmívání nad SOLAR records probíhalo v roce 1989, když přerušilo distribuční smlouvu se CBS Records, která původně distribuovala jejich desky (tehdy CBS Records vlastnila společnost Sony Corporation). Distribuci v roce 1992 obstarala firma Epic Records. Pak byla společnost SOLAR rozprodána firmě EMI, která později vytvořila podlabel The Right Stuff, se kterým distribuovala materiál patřící dnes již bývalé firmě SOLAR.

## Umělci
Významní SOLAR autoři
| - The Whispers - Lakeside, - Dynasty - Shalamar, - Midnight Star, |  | - Klymaxx, - Collage, - The Deele, - Carrie Lucas, - Babyface & L.A. Reid — producenti |